# Коменський (Вісконсин)
Коменський (англ. Komensky) — місто (англ. town) в США, в окрузі Джексон штату Вісконсин. Населення — 505 осіб (2020).

## Демографія
Згідно з переписом 2010 року, у місті мешкало 509 осіб у 125 домогосподарствах у складі 100 родин. Було 165 помешкань
Расовий склад населення:
| - 65,4 % — корінних американців - 28,3 % — білих - 4,9 % — чорних або афроамериканців |

До двох чи більше рас належало 1,0 %. Частка іспаномовних становила 5,5 % від усіх жителів.
За віковим діапазоном населення розподілялося таким чином: 27,9 % — особи молодші 18 років, 63,8 % — особи у віці 18—64 років, 8,3 % — особи у віці 65 років та старші. Медіана віку мешканця становила 27,5 року. На 100 осіб жіночої статі у місті припадало 133,5 чоловіків;  на 100 жінок у віці від 18 років та старших — 148,0 чоловіків також старших 18 років.
Середній дохід на одне домашнє господарство  становив 55 567 доларів США (медіана — 43 125), а середній дохід на одну сім'ю — 58 387 доларів (медіана — 45 938). Медіана доходів становила 30 000 доларів для чоловіків та 31 111 долар для жінок. За межею бідності перебувало 29,0 % осіб, у тому числі 40,5 % дітей у віці до 18 років та 25,6 % осіб у віці 65 років та старших.
Цивільне працевлаштоване населення становило 144 особи. Основні галузі зайнятості: мистецтво, розваги та відпочинок — 27,8 %, публічна адміністрація — 22,2 %, освіта, охорона здоров'я та соціальна допомога — 20,1 %.